# ملکی مک‌دونالد
ملکی مک‌دونالد (انگلیسی: Malky MacDonald؛ ۲۶ اکتبر ۱۹۱۳ – ۲۶ سپتامبر ۱۹۹۹) بازیکن و مربی فوتبال اهل اسکاتلند بود.
از باشگاه‌هایی که در آن بازی کرده است می‌توان به باشگاه فوتبال برنتفورد، باشگاه فوتبال سلتیک و باشگاه فوتبال کیلمارنوک اشاره کرد.
وی همچنین در تیم‌های ملی فوتبال زیر ۱۶ سال اسکاتلند، اسکاتلند بازی کرده است.